# Landkreistag Nordrhein-Westfalen
Der Landkreistag Nordrhein-Westfalen (LKT NRW) ist der kommunale Spitzenverband der Kreise in Nordrhein-Westfalen mit Sitz in Düsseldorf.
Ihm gehören die 30 nordrhein-westfälischen Kreise, die Städteregion Aachen sowie als außerordentliche Mitglieder die Landschaftsverbände Rheinland und Westfalen-Lippe und der Regionalverband Ruhr an. Der LKT NRW vertritt die Interessen seiner Mitglieder auf den Gebieten Finanzen, Arbeit und Soziales, Wirtschaft, Gesundheit, Verbraucherschutz, Familie, Kinder und Jugend, Bauen und Verkehr, Umweltschutz sowie Sicherheit und Ordnung. Er setzt sich für die kommunale Selbstverwaltung ein und nimmt zu Gesetzen und Verordnungen gegenüber dem Landtag und der Landesregierung Stellung.

## Aufgaben
Die gemeinsamen Anliegen und Interessen seiner Mitglieder sollen vertreten werden. Der LKT NRW gibt dem Landtag und der Landesregierung Anregungen bei der Vorbereitung und Durchführung von Gesetzen und Erlassen, die die Kreise betreffen:
- Er befasst sich mit Fragen der Organisation, der Wirtschaftlichkeit und der Verwaltungskraft der Kreise[5].
- Er berät seine Mitglieder und erteilt Auskünfte.
- Er sorgt für den Erfahrungsaustausch unter seinen Mitgliedern[6].
- Er informiert die Öffentlichkeit über Aufgaben, Einrichtungen und Probleme der Kreise[7].
- Der LKT NRW ist Mitglied im Deutschen Landkreistag in Berlin[8], welchem über die 13 bundesweiten Landkreistage der Flächenländer alle 294 (Land-)Kreise der Bundesrepublik angehören.

## Mitglieder
- Städteregion Aachen
- Kreis Borken
- Kreis Coesfeld
- Kreis Düren
- Ennepe-Ruhr-Kreis
- Kreis Euskirchen
- Kreis Gütersloh
- Kreis Heinsberg
- Kreis Herford
- Hochsauerlandkreis
- Kreis Höxter
- Kreis Kleve
- Kreis Lippe
- Märkischer Kreis
- Kreis Mettmann
- Kreis Minden-Lübbecke
- Oberbergischer Kreis
- Kreis Olpe
- Kreis Paderborn
- Kreis Recklinghausen
- Rhein-Erft-Kreis
- Rhein-Kreis Neuss
- Rhein-Sieg-Kreis
- Rheinisch-Bergischer Kreis
- Kreis Siegen-Wittgenstein
- Kreis Soest
- Kreis Steinfurt
- Kreis Unna
- Kreis Viersen
- Kreis Warendorf
- Kreis Wesel

Außerordentliche Mitglieder
- Landschaftsverband Rheinland (LVR)[9]
- Landschaftsverband Westfalen-Lippe (LWL)[10]
- Regionalverband Ruhr (RVR)

## Organisation
- Die Landkreisversammlung ist das oberste Organ des LKT NRW. Sie setzt sich aus je zwei stimmberechtigten Delegierten der Kreise sowie der Städteregion Aachen und je einem stimmberechtigten Delegierten der drei außerordentlichen Mitglieder zusammen und tritt mindestens einmal im Jahr zusammen. Sie wählt den Präsidenten und zwei Vizepräsidenten. Die Landkreisversammlung legt die Grundsätze der Verbandsarbeit fest.
- Der Vorstand besteht aus den 30 Landräten sowie dem Städteregionsrat. Außerdem gehört ihm der Leiter der Geschäftsstelle (Hauptgeschäftsführer) als Geschäftsführendes Vorstandsmitglied an. Zusätzlich kann der Vorstand bis zu sechs Mitglieder des Landtags als beratende Mitglieder hinzuziehen. Diese sollen Kreistagsmitglieder sein. Der Vorstand vertritt den Verband nach außen. Er bereitet die Landkreisversammlung vor und führt ihre Beschlüsse aus.
- Die Fachausschüsse bereiten die Beschlüsse der Organe des LKT NRW vor und dienen dem Erfahrungsaustausch zwischen den Kreisen.
- Beim LKT NRW ist eine Vielzahl von themenbezogenen Arbeitsgemeinschaften und Arbeitskreisen angesiedelt.

## Geschäftsstelle
Die Geschäftsstelle wird geleitet vom Hauptgeschäftsführer, der zugleich geschäftsführendes Vorstandsmitglied ist. Der Hauptgeschäftsführer wird von der Landkreisversammlung auf acht Jahre gewählt und führt die Geschäfte der laufenden Verwaltung unter Aufsicht des Vorstandes. Aufgabe der Geschäftsstelle ist es, die Arbeit der Gremien des LKT NRW vorzubereiten und ihre Beschlüsse nach außen umzusetzen. Dazu hält sie laufend Kontakt zum Landtag und zur Landesregierung.

## Personen

### Aktueller Vorstand
Der Landkreistag NRW wird seit März 2023 durch folgende Personen vertreten:
- Präsident: Olaf Gericke, CDU, Landrat Kreis Warendorf[11][12]
- 1. Vizepräsident: Stephan Pusch, CDU, Landrat Kreis Heinsberg[13]
- 2. Vizepräsident: Andreas Müller, SPD, Landrat Kreis Siegen-Wittgenstein[14][15]
- Hauptgeschäftsführer: Martin Klein[16]

### Ehemalige Vorsitzende/Präsidenten
- 1947–1951: August Dresbach, CDU
- 1951–1958: Josef Roesch, CDU
- 1959–1972: Wilhelm Johnen, CDU
- 1972–1993: Joseph Köhler, CDU
- 1993–1994: Adolf Retz, SPD
- 1994–1997: Franz Möller, CDU
- 1997–1999: Heinrich Borcherding, SPD
- 1999–2002: Franz-Josef Leikop, CDU
- 2002–2004: Gerd Achenbach, SPD
- 2004–2012: Thomas Kubendorff, CDU
- 2012–2023: Thomas Hendele, CDU

## Freiherr-vom-Stein-Institut
Der Landkreistag Nordrhein-Westfalen ist Träger des Freiherr-vom-Stein-Instituts (FSI). Dies ist eine wissenschaftliche Forschungsstelle des Landkreistages an der Universität Münster. Das FSI hat die Aufgabe, kommunal-
und staatswissenschaftliche Grundlagenarbeit zu leisten und die Beziehung zwischen der kommunalen Praxis und den Kommunalwissenschaften zu pflegen.